# A Little Work
A Little Work é uma canção gravada pela cantora norte-americana, Fergie para seu segundo álbum de estúdio, Double Dutchess (2017). A música foi lançada como o quinto single do álbum, e distribuída para a rádio contemporânea em 14 de novembro nos Estados Unidos pela Dutchess Music e pela BMG Rights Management.
Um videoclipe de acompanhamento, dirigido por Jonas Åkerlund, foi lançado ao lado do álbum.

## Composição
Em "A Little Work", a música mais poderosa do álbum, descrita por Fergie, ela canta "Eu vou abri-la e mostrar ao mundo o que está lá", como ela explica: "Não é tudo bonito o tempo todo. Há risadas, choro, raiva, felicidade severa, flerte, há diversão. [O álbum] realmente engloba o composto de mim e o enigma completo que compõe o desajuste que eu sou, que não se encaixa em nenhuma categoria." A música representa sobre superar a negatividade através do poder na batalha da mente.
Foi composta pela própria Fergie, Dr. Luke, Theron Thomas, Timothy Thomas e Henry Walter. Produzida também por Fergie, Cirkut e Venus Brown.

## Videoclipe
O vídeo intitulado A Little Work (Short Film) com duração de 11 minutos foi lançado em 22 de Setembro como parte de Double Dutchess (Deluxe Visual Experience) e em 25 de Setembro em seu canal do Vevo/Youtube. Foi dirigido por Jonas Åkerlund, que já dirigiu videoclipes de artistas como Beyoncé, Lady Gaga, Madonna, P!nk, Britney Spears entre outros. Outra versão editada do clipe foi lançada em seu canal do Vevo/Youtube em 30 de Outubro de 2017.
O vídeo  mostra cenas de Fergie lutando contra seus demônios em uma sala acolchoada e em uma camisa de força, e depois em uma igreja cheia de graffiti. Ele acende uma situação específica em sua vida, uma vez que ela narrou para Oprah Winfrey em um episódio de  Oprah's Next Chapter em 2012 ao falar sobre seus problemas anteriores de vício. "Eu entrei em uma cena. Eu comecei a sair e a tomar êxtase. Do êxtase foi para a metanfeta cristalina. Com qualquer droga, tudo é ótimo no início, e depois sua vida começa a espiralar". Ela descreveu seu pior momento como sendo paranóica em uma igreja e achando que as equipes do FBI e SWAT estavam esperando por ela lá fora. Quando ela emergiu do prédio e descobriu que as drogas estavam jogando truques sobre ela e ela imaginou o todo, ela finalmente decidiu sair para sempre.